# Liste spanischsprachiger Schriftsteller
Liste spanischsprachiger Schriftsteller nach Ländern.

## Argentinien
siehe: Liste argentinischer Schriftsteller

## Bolivien
siehe: Liste bolivianischer Schriftsteller

## Chile
siehe: Liste chilenischer Schriftsteller

## Costa Rica
- Fernando Contreras Castro (* 1963)
- Aquileo Echeverría (1866–1909)
- Fernando Centeno Güell (1907–1993)
- Carmen Lyra (1888–1949)

## Dominikanische Republik
- Julia Álvarez (* 1950)
- Manuel del Cabral (1907–1999)
- Hilma Contreras (1913–2006)
- Pedro Henríquez Ureña (1884–1946)
- Héctor Incháustegui Cabral (1912–1979)
- Domingo Moreno Jiménes (1894–1986)
- Salomé Ureña Henríquez (1850–1897)

## Ecuador
siehe: Liste ecuadorianischer Schriftsteller

## El Salvador
- Manlío Argueta (* 1935)
- Juan Enrique Avila (1892–1968)
- Edwin Ernesto Ayala (* 1966)
- Tirso Canales (* 1939)
- Roque Dalton (1935–1975)
- Claudia Lars (1899–1974)

## Guatemala
siehe: Liste guatemaltekischer Schriftsteller

## Honduras
- Juan Ramón Molina (1875–1908)
- Ramón Amaya Amador (1916–1966)
- Lucila Gamero (1873–1964)
- José Adán Castelar (* 1941)
- Javier Abril Espinoza (* 1967)
- Amanda Castro (1959)
- Livio Ramírez (* 1943)
- Julio Escoto (* 1944)
- Roberto Sosa (1930–2011)

## Kolumbien
siehe: Liste kolumbianischer Schriftsteller

## Kuba
siehe: Liste kubanischer Schriftsteller

## Mexiko
siehe: Liste mexikanischer Schriftsteller

## Nicaragua
- Claribel Alegría (1924–2018)
- Gioconda Belli (* 1948)
- Tomás Borge (1930–2012)
- Ernesto Cardenal (1925–2020)
- Rubén Darío (1867–1916)
- Vidaluz Meneses (* 1944)
- Michèle Najlis (* 1946)
- Sergio Ramírez (* 1942)
- Daisy Zamora (* 1950)

## Panama
- Joaquín Beleño (1922–1988)
- Rosa María Britton (1936–2019)
- Enrique Jaramillo Levi (* 1944)
- Ricardo Miro (1883–1940)

## Paraguay
- Augusto Roa Bastos (1917–2005)
- Manuel Ortiz Guerrero (1897–1933)

## Peru
siehe: Liste peruanischer Schriftsteller

## Puerto Rico
siehe: Liste puerto-ricanischer Schriftsteller

## Spanien
siehe: Liste spanischer Schriftsteller

## Uruguay
siehe: Liste uruguayischer Schriftsteller

## Venezuela
siehe: Liste venezolanischer Schriftsteller